# Le Studio franco-russe
Le Studio franco-russe est la dénomination sous laquelle sont organisés, durant deux saisons, de novembre 1929 à mai 1930, et de novembre 1930 à avril 1931, dans la grande salle du Musée social (300 places) à Paris, des conférences et des séances de débats publics destinées à donner une impulsion au rapprochement des écrivains et intellectuels de l'émigration russe en France de la communauté intellectuelle française et du public français. Parmi les émigrés russes participaient notamment à ces réunions Nicolas Berdiaev, Gueorgui Adamovitch, Vladimir Weidlé, Nina Berberova, Marina Tsvetaïeva , parmi les intellectuels et écrivains français André Malraux, Paul Valéry, Georges Bernanos, René Lalou, Stanislas Fumet, Louis Martin-Chauffier, Benjamin Crémieux, Jacques Maritain. Les écrivains russes chassés de leur pays par la révolution ont ainsi pu se faire entendre par leurs collègues français et établir des relations avec eux.

## Historique des réunions
Le Studio franco-russe, n'a compté que quatorze réunions sur une année et demie mais constitue un grand moment des relations franco-russes. Les textes des conférences étaient publiés dans les Cahiers de la Quinzaine,,.
Les soirées se déroulaient uniquement en français. Deux conférenciers, l'un français, l'autre russe présentaient leur point de vue sur le sujet de la réunion. Les débats qui s'ensuivaient étaient ouverts au public qui participait.
- Première réunion, 29 octobre 1929, Sujet : Introduction[4].
- Deuxième réunion, 26 novembre 1929, Sujet : Influence de la littérature française sur les écrivains russes et de la littérature russe sur les écrivains français.
- Troisième réunion, 18 décembre 1929, Sujet : Fiodor Dostoïevski.
- Quatrième réunion, 28 janvier 1930, Sujet : Léon Tolstoï[5].
- Cinquième réunion, 25 février 1930, Sujet : Marcel Proust.
- Sixième réunion, 25 mars 1930, Sujet : André Gide.
- Septième réunion, 29 avril 1930, Sujet : Le roman depuis 1918[6].
- Huitième réunion, 27 mai 1930, Sujet : L'Orient et l'Occident[7].
- Neuvième réunion, 4 novembre 1930, Sujet : Littérature et actualité soviétique.
- Dixième réunion, 25 novembre 1930, Sujet : Paul Valéry.
- Onzième réunion, 16 décembre 1930, Sujet : symbolisme en France et en Russie.
- Douzième réunion, 27 janvier 1931, Sujet : Descartes.
- Treizième réunion, 24 février 1931, Sujet : Charles Péguy.
- Quatorzième réunion, 28 avril 1931, Sujet : Avant-propos, Le Renouveau spirituel en France et en Russie[8].

## Conclusions des travaux
Lors de la dernière réunion, le 28 avril 1931, dans ses conclusions, Wsevolod de Vogt tient des propos qui pourraient reprendre leur place dans l'actualité depuis la guerre russo-ukrainienne de 2022 :

« Au lendemain de la catastrophe que d’aucuns considèrent comme la faillite de la culture, il semblait indispensable que l’on tentât tout au moins de s’entretenir librement et paisiblement de l’art, de l’homme et du monde afin de faire ressortir, par ce moyen, les traits synthétiques de deux peuples engagés désormais dans des voies différentes ou qui, le plus souvent, comme telles apparaissent. »

Dans les années qui suivent la Première Guerre mondiale, l'idée de la crise de la culture occidentale et de sa décadence possible est très répandue. Des penseurs soutiennent les émigrés russes qui ont connu la révolution de 1905 et la révolution de 1917 et ont des relations tendues avec les bolchévisants.
Les conférences furent un succès, les émigrés purent faire traduire leurs œuvres en français plus facilement et trouver leur place dans la vie culturelle française.
Le dialogue créé entraîna une nouvelle compréhension d'autrui qui permit une collaboration des deux cultures.  